# Harry Coradini
Harry Coradini (născut Harald Kölbl pe 20 februarie 1944 în Timișoara, România - decedat 20 mai 2017 în Timișoara, România) a fost un muzician german, originar din România, cunoscut mai ales ca solist vocal al trupei Progresiv TM.
Actor-copil la Teatrul German din Timișoara,, Coradini a absolvit liceul german din Timișoara, unde a fost coleg de clasă cu Dumitru Moroșanu, Harry Coradini a cântat ocazional cu Nicu Covaci.
În afară de formația Progresiv TM, a activat și ca membru al formațiilor Uranus,Clasic XX (care s-au numit mai întâi „Clasicii”, și unde a fost coleg de trupă o perioadă cu Josef Kappl), a supergrupului Proșu și Negresiv TM, Harry Coradini Band. A colaborat temporar și cu formațiile Mondial, Columna (cu care a fost în Norvegia în 1980) și Supermarket.
A emigrat în 1985 în Germania, dar de pe la începutul anilor 2000 a revenit în România.
Începând din anul 2012, datorită unui atac cerebral și a sănătății șubrede s-a mutat din nou în Germania. 
Într-un top din 2001 al celor mai buni vocaliști rock din România a fost clasat pe locul 8.
S-a stins din viață la data de 20 mai 2017, în Timișoara.